# My Super Psycho Sweet 16: Part 3
My Super Psycho Sweet 16: Part 3 (Psicosis en mis Super Dulces 16: Tercera parte en España e Hispanoamérica) es la tercera y última entrega de las películas de televisión de MTV My Super Psycho Sweet 16. Basada en la serie de MTV My Super Sweet 16, la película fue lanzada el 13 de marzo de 2012. Dirigida por Jacob Gentry, la película sigue a Skye Rotter, quien está lista por liberarse de su pasado como "Psycho Skye", se dirige a la universidad para una nueva vida con su nueva mejor amiga, pero debe asistir a una última fiesta antes de que pueda escapar de su oscuro pasado.

## Argumemto
Dos años después de los acontecimientos de la película anterior, Skye Rotter (Lauren McKnight) se muda a Nueva York dejando a su novio, Brigg (Chris Zylka), y la casa de su familia para ir a la universidad junto con su nueva amiga, Sienna (Jillian Rose Reed), a quien conoció. En el trayecto, Skye recibe una llamada de su hermana, Alex Bell (Kirsten Prout), con quien Skye no había hablado durante los últimos dos años. Alex se sorprende de que Skye no le hubiera dicho que se iba. Ella le pide a Skye verla en la casa de campo de sus abuelos para despedirse antes de que se vaya. Inicialmente, Skye se niega, pero es convencida por Sienna de atar todos los cabos sueltos antes de seguir adelante con su vida. Al llegar de vuelta a Mill Basin, Skye y Sienna son recibidos por Nathan de 22 años (Ryan Sypek), quien les indica el camino hacia Alex después de haberse perdido. En la casa, dos de los invitados de Alex: Leo, el interés amoroso de Alex, y Nico, le piden a Nathan que se retire inmediatamente de la finca. Skye va dentro para encontrar a Alex. Después de saludarla, Alex le revela que hoy día es en realidad sus "Dulces 16".
Aturdida y confundida por las acciones de Alex, Skye casi deja la fiesta, pero decide quedarse más tiempo cuando Alex muestra su preocupación después de escuchar que Nathan llegó junto a ellas y, sin saberlo, revela su ubicación a él. Entonces, conoce a Ami, la amiga de Alex. Alex le dice a Skye en privado que ella quería que estuviera porque era un día especial para ella, y Skye es la única que podía entender lo que es vivir con el estigma de ser la hija de Charlie Rotter. Alex le dice a Skye cómo conoció a Nathan en el funeral de Zoe. Más tarde se obsesionó con ella, y él está dispuesto a hacer cualquier cosa por su amor y admiración. Sienna viene a decirle a Skye que Nathan debe haber abandonado el lugar. Después de intentar hablar con Skye, se ve obligada a esperar fuera en la parte superior de su coche para que Alex puede obtener más tiempo con Skye antes de salir. Brynn, la novia de Nico, está fuera en la parte de atrás tratando de hacer una llamada.
Brynn le dice a Nathan que Alex nunca amará a un monstruo como él. Nathan la persigue con un cuchillo. Luego golpea su cráneo con un poste de luz. Entonces su cuerpo cae en la piscina. Brynn, que se arrastró fuera de la piscina con su cerebro severamente dañado, deambula sin rumbo por la casa hasta que choca con una mesa de billar y vomita sangre sobre Ami, muriendo luego a causa de su herida. Todo el mundo va dentro del salón pero todas las puertas y ventanas son cerradas por Nathan, quien asume completo control de la casa mientras los mira desde una de las muchas cámaras instaladas dentro.

## Reparto
- Lauren McKnight como Skye Rotter.
- Kirsten Prout como Alex Bell.
- Ryan Sypek como Nathan.
- Jillian Rose Reed como Sienna.
- Niko Pepaj como Nico.
- Ben Winchell como Leo.
- Onira Tares como Ami.
- Autumn Dial como Brynn.
- Roy McCrerey como el papá de Brigg.
- Jacob Gentry como Profesor.
- Chris Zylka como Brigg (no acreditado).